# Kościół św. Katarzyny w Rzepinie
Kościół pw. Świętej Katarzyny w Rzepinie – rzymskokatolicki kościół filialny należący do parafii Najświętszego Serca Pana Jezusa w Rzepinie.

## Historia
Świątynia została wybudowana w 1934 roku przez rzepińskich katolików. Początkowo nosiła wezwanie Najświętszego Serca Pana Jezusa.
W 1945 roku, po osiedleniu się w mieście ludności polskiej, Państwowy Zarząd Tymczasowy przekazał w dniu 29 października 1945 roku świątynię pod wezwaniem św. Katarzyny parafii rzymskokatolickiej w Rzepinie, natomiast świątynia pod wezwaniem Najświętszego Serca Pana Jezusa pełniła funkcję kaplicy pogrzebowej.
W latach 1985–1995 kościół został powiększony. W dniu jego konsekracji dokonano zmiany wezwań obu świątyń w Rzepinie. Od tej pory dawny kościół filialny pełni funkcję kościoła parafialnego.